# لیپودیستروفی مرتبط با اچ‌آی‌وی
لیپودیستروفی مرتبط با اچ‌آی‌وی (انگلیسی: HIV-associated lipodystrophy) وضعیتی است که در آن، از دست رفتن چربی بافت زیرپوستی با عفونت اچ‌آی‌وی مرتبط است.: 497 

## تظاهر بالینی
لیپودیستروفی مرتبط با اچ‌آی‌وی بیشتر به‌صورت از دست رفتن بافت چربی در صورت، دست و پاها و نشیمنگاه تظاهر می‌کند.
تجمع چربی در دیگر نقاط بدن دیده می شودو بیماران با چربی در پشت و نزدیک گردن مواجه می‌شوند که به آنها «نمای کوهان بوفالو» می‌دهد. اندازهٔ پستان در مردها و زن‌ها افزایش می‌یابد و بیمار چاقی شکمی پیدا می‌کند.

## علت
چگونگی پیدایش لیپودیستروفی مرتبط با اچ‌آی‌وی به‌طور کامل معلوم نشده‌است. شواهدی وجود دارد که نشان می‌دهد این وضعیت می‌تواند ناشی از درمان‌های اچ‌آی‌وی/ایدز (به‌ویژه بازدارنده‌های پروتئاز و مهارکننده‌های ترانس کریپتاز معکوس) باشد یا آنکه به‌سبب خودِ عفونت اچ‌آی‌وی و بدون داروهای ضد ویروسی پدید آید.

## درمان
آنالوگ‌های دارویی هورمون آزادکننده هورمون رشد همچون تسامرولین را می‌توان در درمان لیپودیستروفی مرتبط با اچ‌آی‌وی به‌کار گرفت.

## پیش‌آگهی
لیپودیستروفی حتی پس از قطع داروهای بازدارندهٔ پروتئاز بهبود نمی‌یابد.